# سيسيل برنس
سيسيل برنس (بالفرنسية: Cécile Prince)‏ هي متزحلقة فرنسية، ولدت في 15 مايو 1937 في غرونوبل في فرنسا.

## وصلات خارجية
- سيسيل برنس على موقع اللجنة الأولمبية الدولية (الإنجليزية)
- سيسيل برنس على موقع أوليمبيديا (الإنجليزية)